# Passeport britannique
Le passeport britannique (en anglais : British passport) est un document de voyage international délivré aux ressortissants britanniques, aux sujets britanniques et aux personnes venant d'un ancien protectorat britannique.

## Présentation
La couverture du passeport porte les armoiries royales du Royaume-Uni.
La première page comporte à nouveau une représentation des armoiries ainsi que la phrase suivante en anglais : « Le Secrétaire d'État de Sa Majesté britannique demande et exige au nom de Sa Majesté à tous ceux qui peuvent lui permettre de laisser passer librement le porteur sans entrave et de lui fournir l'assistance et la protection nécessaires »,.
La page d'identité (ainsi que certaines autres pages) est bilingue, en anglais et en français.

## Liste des pays sans visa ou visa à l'arrivée

Visa requirements for British citizens
Royaume-Uni, Île de Man, Guernesey, Jersey et Gibraltar
Irlande (Common Travel Area) – Liberté de circulation
Visa non-recquis / ESTA / eTA / eVisitor
Visa électronique ou à l'arrivée
Visa à l'arrivée
eVisa
Visa nécessaire

## Famille royale britannique
Le monarque britannique n'a pas de passeport, dans la mesure où ceux-ci sont délivrés en son nom. En revanche, les autres membres de la famille royale en possèdent un.